# Monica Bonfanti
Pour les articles homonymes, voir Bonfanti.
Monica Bonfanti, née le 19 juin 1970 dans le canton du Tessin (Suisse), est une criminaliste suisse, cheffe de la police cantonale genevoise depuis le 1er août 2006. 

## Biographie
Monica Bonfanti naît le 19 juin 1970 à Sorengo, dans le canton du Tessin en Suisse.
Bonfanti obtient une licence en sciences forensiques à l’université de Lausanne (UNIL) en 1993. Elle effectue ensuite un doctorat en criminalistique spécialisé en balistique à l’Institut de criminologie de l’université, obtenu en 2001,. Elle exerce comme expert judiciaire auprès de tribunaux suisses, français et italiens avant d’intégrer la police de Genève comme cheffe du laboratoire de police technique et scientifique en février 2000. Elle quitte ce poste le 1er août 2006 pour devenir cheffe de la police genevoise. Elle occupe toujours ce poste 15 ans après, en 2021, ce qui en fait la plus ancienne commandante d’une police cantonale,.
Sous son commandement, la police genevoise a été la plus répressive de Suisse pour les violations de normes sanitaires liées à la pandémie de Covid-19.
Elle habite au Tessin.

## Publication
- Alain Gallusser, Monica Bonfanti et Frédéric Schütz, Expertise des armes à feu et des éléments de munitions dans l'investigation criminelle, 2002, 193 p. (ISBN 978-2880745004)